# Greenwood (ancienne circonscription fédérale)
Pour les articles homonymes, voir Greenwood.
Circonscription électorale fédérale du Canada
Greenwood fut une circonscription électorale fédérale de l'Ontario, représentée de 1935 à 1979. 
La circonscription de Greenwood a été créée en 1933 avec des parties de Toronto-Est et de Toronto—Scarborough. Abolie en 1976, elle fut redistribuée parmi Beaches et York-Est.

## Géographie
En 1933, la circonscription de Greenwood était délimitée par le lac Ontario, Woodbine Avenue, et par les limites de la ville de Toronto.

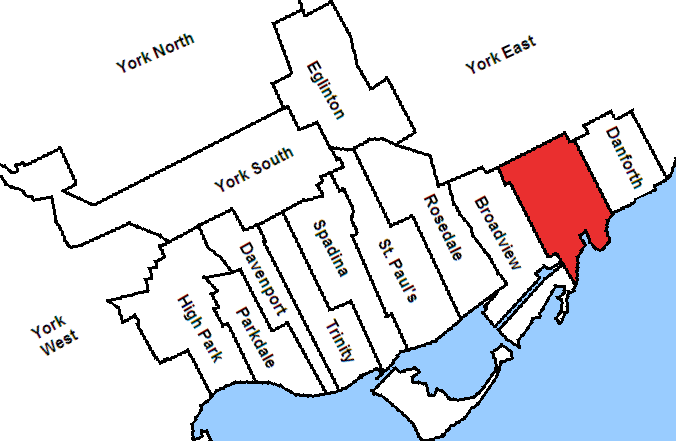
Frontière de 1933 à 1947
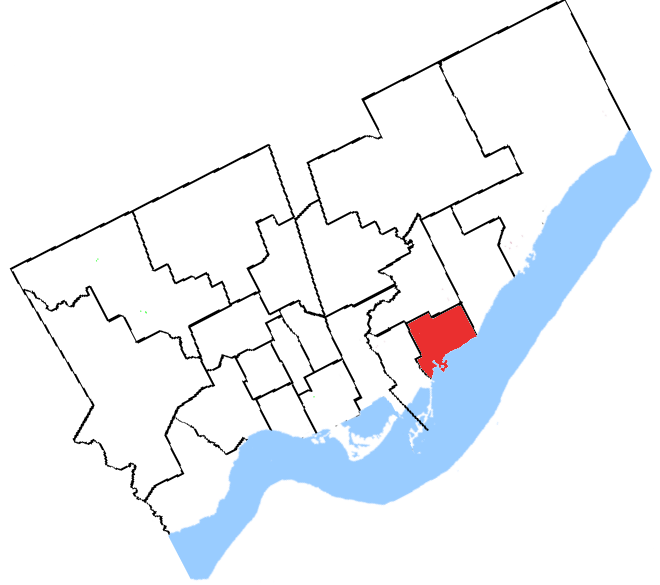
Frontière de 1966 à 1976

## Députés
| Parlement                                                | Années    | Députés                   | Députés              | Parti         |
| -------------------------------------------------------- | --------- | ------------------------- | -------------------- | ------------- |
| Greenwood Issue de Toronto-Est et de Toronto—Scarborough |           |                           |                      |               |
| 18e                                                      | 1935–1940 |                           | Denton Massey        | Conservateur  |
| 19e                                                      | 1940–1935 | Gouvernement national     | Denton Massey        |               |
| 20e                                                      | 1945–1949 | Progressiste-conservateur | Denton Massey        |               |
| 21e                                                      | 1949–1949 | Progressiste-conservateur | John Ernest McMillin |               |
| 21e                                                      | 1949-1953 | Progressiste-conservateur | James Macdonnell     |               |
| 22e                                                      | 1953–1957 | Progressiste-conservateur | James Macdonnell     |               |
| 23e                                                      | 1957–1958 | Progressiste-conservateur | James Macdonnell     |               |
| 24e                                                      | 1958–1962 | Progressiste-conservateur | James Macdonnell     |               |
| 25e                                                      | 1962–1963 |                           | Andrew Brewin        | néo-démocrate |
| 26e                                                      | 1963–1965 |                           | Andrew Brewin        | néo-démocrate |
| 27e                                                      | 1965–1968 |                           | Andrew Brewin        | néo-démocrate |
| 28e                                                      | 1968–1972 |                           | Andrew Brewin        | néo-démocrate |
| 29e                                                      | 1972–1974 |                           | Andrew Brewin        | néo-démocrate |
| 30e                                                      | 1974–1979 |                           | Andrew Brewin        | néo-démocrate |
| Redistribuée parmi Beaches et York-Est                   |           |                           |                      |               |